# Riđa kokošina
Riđa kokošina (lat. Megapodius bernsteinii) je vrsta ptice iz roda Megapodius, porodice kokošina.
Živi isključivo u Indoneziji, gdje su joj prirodna staništa suptropske i tropske suhe šume i suptropske i tropske vlažne nizinske đume, kao i šume mangrova i grmovita područja. Ograničena je na području od arhipelaga Banggai do Sula otoka. Ugrožena je zbog gubitka staništa i skupljanja jaja.